# Vilaboa (La Vega)
Vilaboa (llamada oficialmente Santa Lucía de Vilaboa) es una parroquia y un lugar del municipio español de La Vega, en la provincia de Orense, Galicia.

## Organización territorial
La parroquia está formada por una entidad de población:
- Vilaboa

## Demografía
Gráfica demográfica del lugar y parroquia de Vilaboa según el INE español:
| Gráfica de evolución demográfica de Vilaboa entre 2000 y 2023 |
|                                                               |
| Datos según el nomenclátor publicado por el INE.              |